# Kabylei

Lage der Kabylei in Algerien

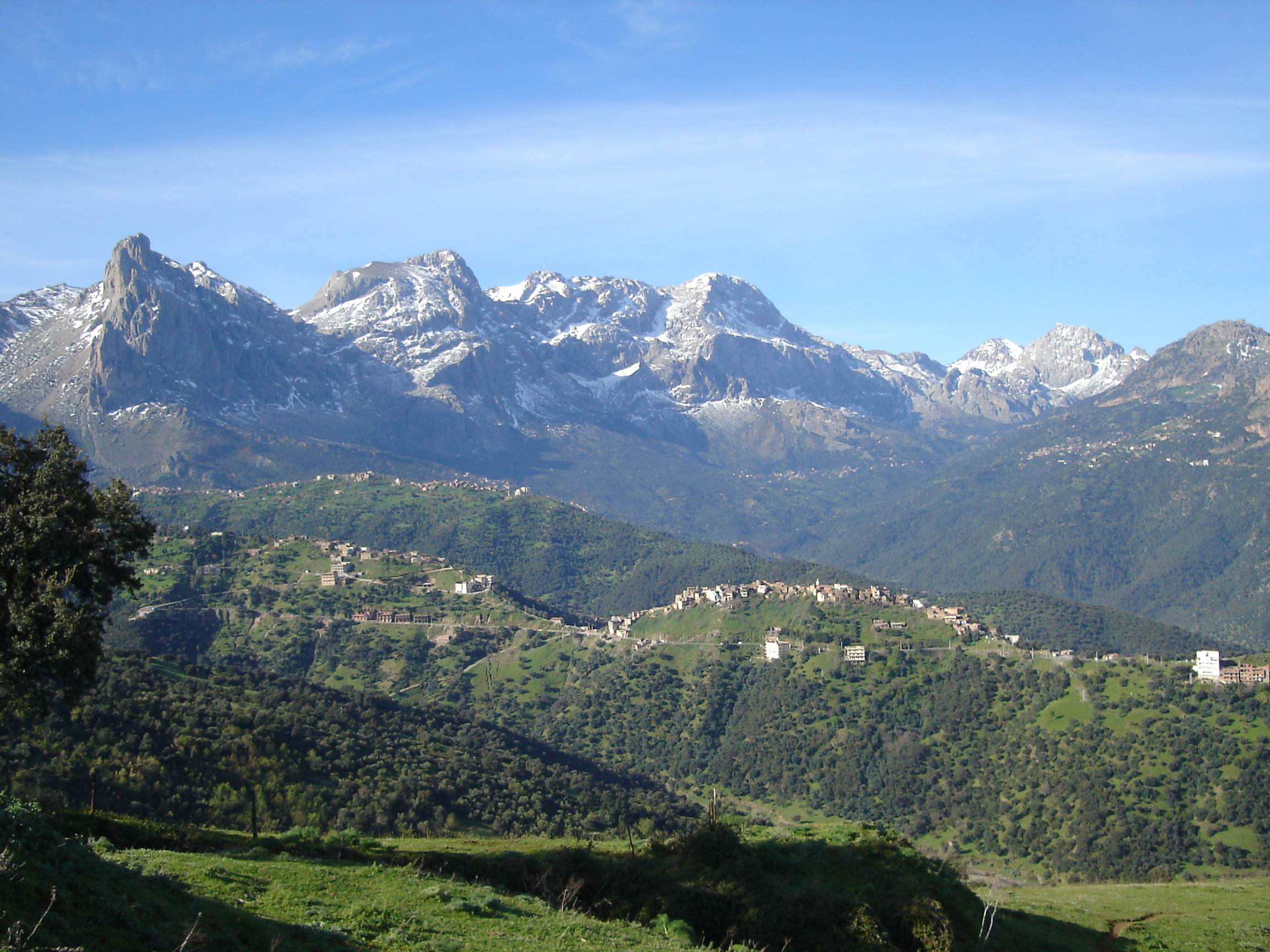
Blick über die Berge der Kabylei

Die Kabylei (auch kabylisch Tamurt Idurar ‚Land der Berge‘ oder Tamurt Leqbayel bzw. Tamurt n Iqbayliyen, Tifinagh-Schrift: ⵜⴰⵎⵓⵔⵜ ⵏ ⵉⵇⴱⴰⵢⵍⵉⵢⵏ ‚Land der Kabylen‘; arabisch منطقة القبائل, DMG Minṭaqat al-Qabāʾil ‚Gegend der Volksstämme‘) ist die Region in Algerien, in der sich die Mehrheit der Bevölkerung aus dem namengebenden Volk der Kabylen zusammensetzt und in der die vorherrschende Sprache die Berbersprache Kabylisch ist. Die Kabylei ist eine der Regionen der islamischen Welt, in welcher sich ein Großteil der Bevölkerung gegen den islamischen Fundamentalismus stellt.

## Geografie

### Landschaft
Das an einem schmalen Küstenstreifen des Mittelmeers und in den dahinterliegenden stark zerklüfteten Bergregionen des mittleren Tellatlas gelegene, aber geografisch nicht exakt abgegrenzte Gebiet der Kabylei besteht im Wesentlichen aus der Grande Kabylie östlich von Algier mit der Djurdjura-Kette als Zentrum und der Petite Kabylie in der Umgebung von Constantine mit der Babors-Kette; beide Teile sind getrennt durch das Flusstal des Oued Soummam. Höchste Erhebungen sind der Lalla Khadîdja (2308 m) und der Mont Babors (2004 m).

### Städte
Die größten urbanen Zentren der Kabylei sind die küstennahen Städte Tizi Ouzou und Bejaia östlich von Algier, aber auch Mittelstädte wie Constantine, Bouira, Lakhdaria und Sour El-Ghozlane sind zu erwähnen. Die Stadt Sétif wird nicht immer  hinzugezählt.

## Bevölkerung
Die Kabylen sind Angehörige verschiedener Berberstämme mit einheitlicher Sprache. Auf den kabylischen Stamm der Zuaua geht der Name für die „Zuaven“ zurück, deren Dienste als Infanterie-Söldner bereits unter osmanischer, später dann unter französischer Herrschaft geschätzt wurden.
Heute gehört die Kabylei zu den am dichtesten besiedelten und gleichzeitig ärmsten Regionen Algeriens. Die Arbeitslosigkeit ist erdrückend, doch die Regierung ist nicht in der Lage, daran etwas zu ändern. Viele Kabylen wandern auf der Suche nach einer besseren Zukunft hauptsächlich nach Europa (meist Frankreich) oder nach Kanada aus.

## Wirtschaft
Die Böden der Kabylei sind zumeist steinig und trocken; sie eignen sich somit eher für die Weidewirtschaft (Schafe, Ziegen) und weniger für den Anbau von Getreide. Oliven- und Obstbaumplantagen bestimmen an einigen Stellen das Landschaftsbild. In den Städten und größeren Orten haben sich Kleinhändler, Handwerker und Dienstleister aller Art angesiedelt; Industrie gibt es kaum. Eine Eisenbahnlinie und eine Autobahn erschließen von Algier aus das Bergland der Kabylei.

## Geschichte
Die Kabylei war schon vor der Zeitenwende von Berbern besiedelt, die weder von den Phöniziern bzw. Karthagern noch von den Römern, Vandalen und Arabern unterworfen wurden. Von 1015 bis 1152 bestand das unabhängige Sultanat der Hammadiden. Im 16. Jahrhundert wurden spanische und osmanische Hegemonialansprüche abgewehrt. Nach langwierigen Kämpfen wurde die Kabylei schließlich im Jahr 1857 durch die bereits seit 1830 im Land anwesenden Franzosen besetzt, doch sahen sich diese in den Jahren 1870/71 einem Aufstand gegenüber, den sie äußerst blutig niederschlugen. Nach dem achtjährigen Algerienkrieg, bei dem auch die Kabylen eine wichtige Rolle spielten, wurde das Land im Jahr 1962 unabhängig.

## Politik
Nachdem Algerien 1962 die Selbständigkeit erlangt hatte, übernahm es die zentralistische Struktur der einstigen französischen Kolonie. Die Minderheit der Berber (Eigenbezeichnung Masiren), die sich in der FLN am Freiheitskampf gegen Frankreich beteiligt hatte, war enttäuscht, weil die algerischen Politiker der arabischsprachigen Mehrheit die Versprechungen nicht verwirklichten, ihnen im Rahmen des neuen Staates Autonomie zu gewähren, sondern eine entschiedene Arabisierungspolitik verfolgten, die auch von Bouteflika weitergeführt wurde. In der Verfassung von 1996 wurde Arabisch als einzige offizielle Sprache und als Amtssprache festgeschrieben. Mit jahrelangen Schulboykotten haben Kabylen durchgesetzt, dass in manchen Schulen nicht nur arabisch und französisch, sondern auch kabylisch unterrichtet wird. Die Unzufriedenheit wuchs. Seit dem „Berber-Frühling“ im Jahr 1980, als die Unruhen in der Kabylei von den algerischen Sicherheitskräften blutig niedergeschlagen wurden, kam es immer wieder zu Demonstrationen und Zusammenstößen zwischen der einheimischen Bevölkerung und der Zentralregierung, vor allem wegen der Nichtanerkennung des Kabylischen als Amtssprache.

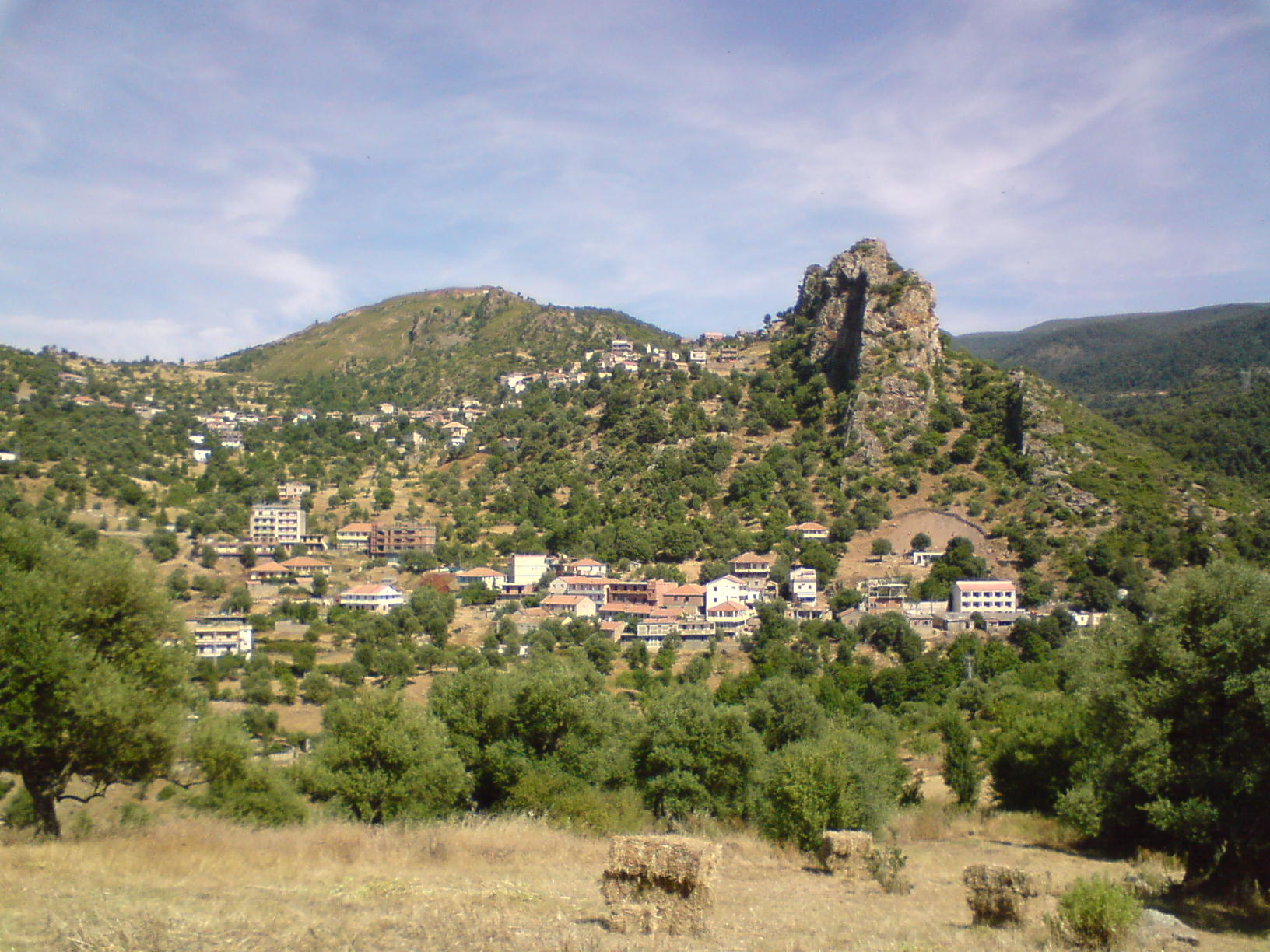
Landschaft bei Assif el Hammam

Nach Demonstrationen im Jahr 2001 („Schwarzer Frühling“), bei denen über 100 Todesopfer zu beklagen waren, darunter Massinissa Guermah (eine unvollständige Liste der Opfer wurde in der soziokulturellen Zeitschrift IZURAN veröffentlicht), hat die Regierung eingelenkt und die Sprache als Nationalsprache, nicht jedoch als Amtssprache in der Verfassung verankert.
Die Kabylen wollen aber, darin grenzübergreifend einig mit den Masiren in den anderen nordafrikanischen Staaten, volle sprachliche, kulturelle und politische Autonomie.
Die Autonomiebestrebungen bündeln sich in der Bewegung für die Autonomie der Kabylei (kurz MAK, kabylisch Timanit i Tmurt n Iqbayliyen), dessen Mitbegründer und charismatischer Anführer, der Volkssänger Ferhat Mehenni, in den vergangenen 30 Jahren mehr als ein Dutzend Mal zu teilweise mehrjährigen Haftstrafen verurteilt wurde. Laut Bouaziz Ait-Chebib, Vorsitzender der MAK, sind in der Kabylei mehr als 40 Prozent der algerischen Sicherheitskräfte stationiert.

## Sehenswürdigkeiten
Die Berge, Täler, Schluchten und Wälder der Kabylei sind von großem natürlichem Reiz, doch finden Touristen wegen der angespannten politisch-religiösen Lage nur äußerst selten den Weg hierhin. Historischer Höhepunkt ist die zum UNESCO-Weltkulturerbe gehörende Römerstadt Djémila; die größeren Städte (vor allem Bejaia und Constantine) verfügen zuweilen über interessante kolonialzeitliche Bauten.

## Söhne und Töchter der Kabylei

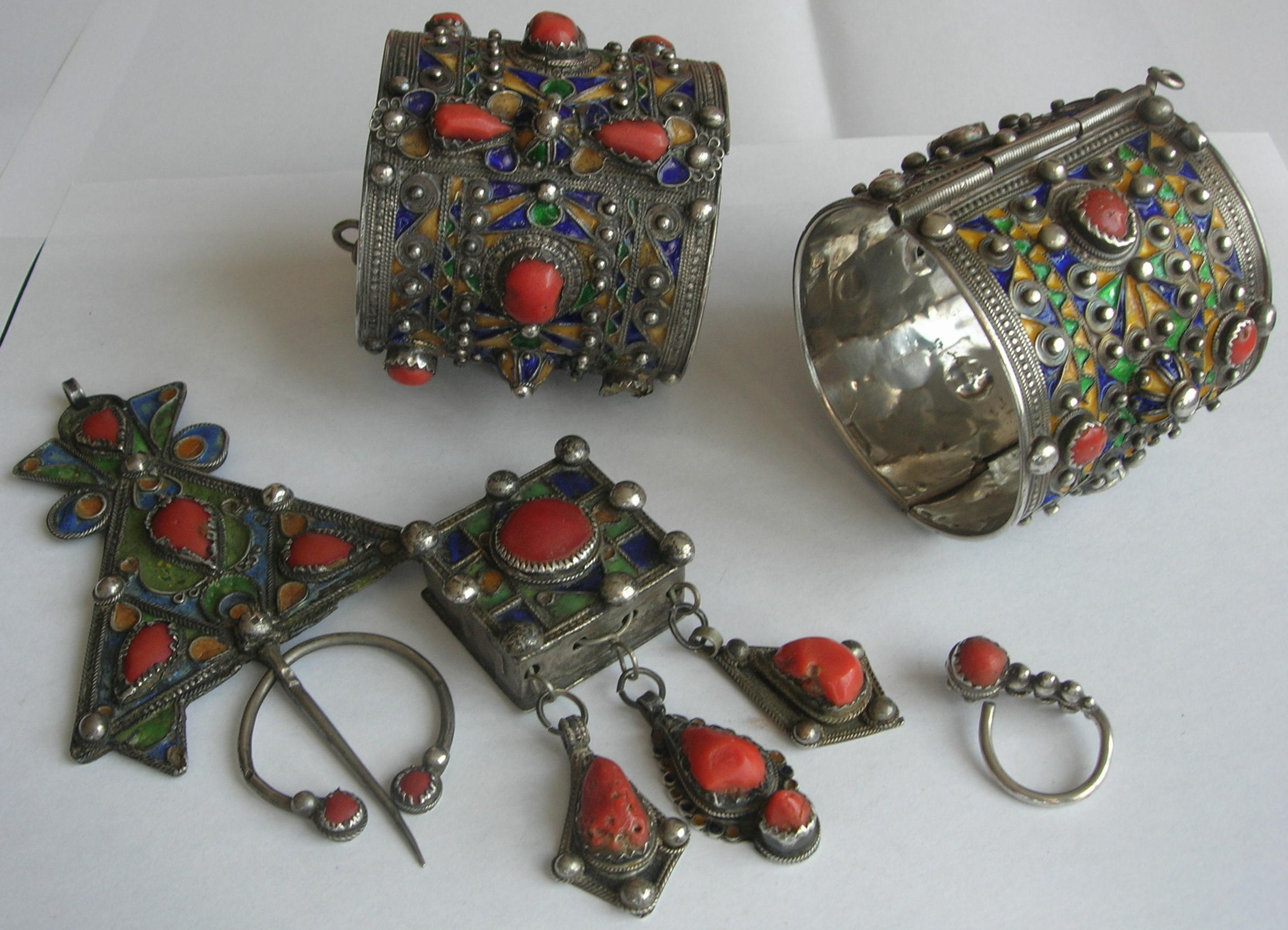
Silberschmuck aus der Kabylei

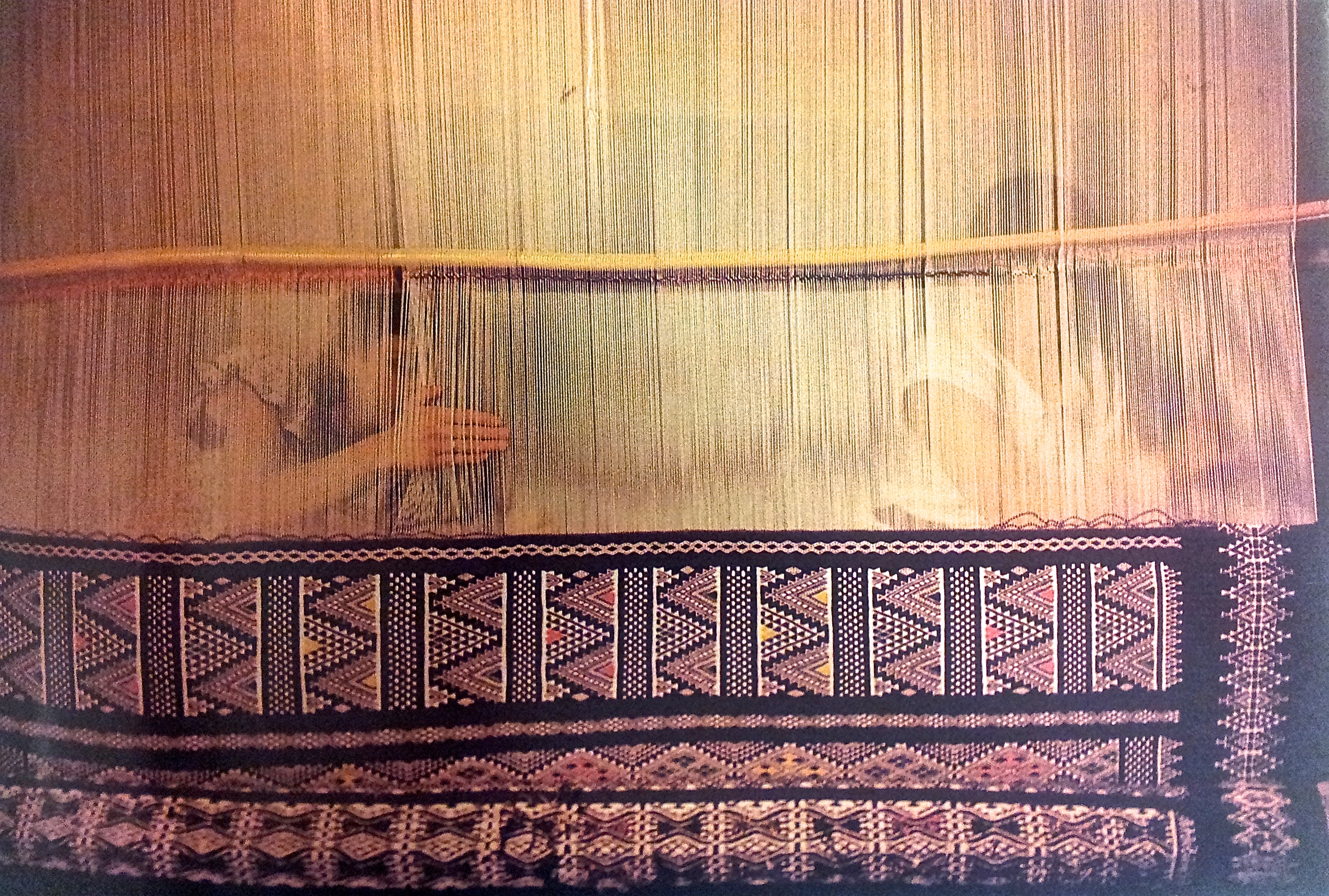
Webteppich aus der Kabylei

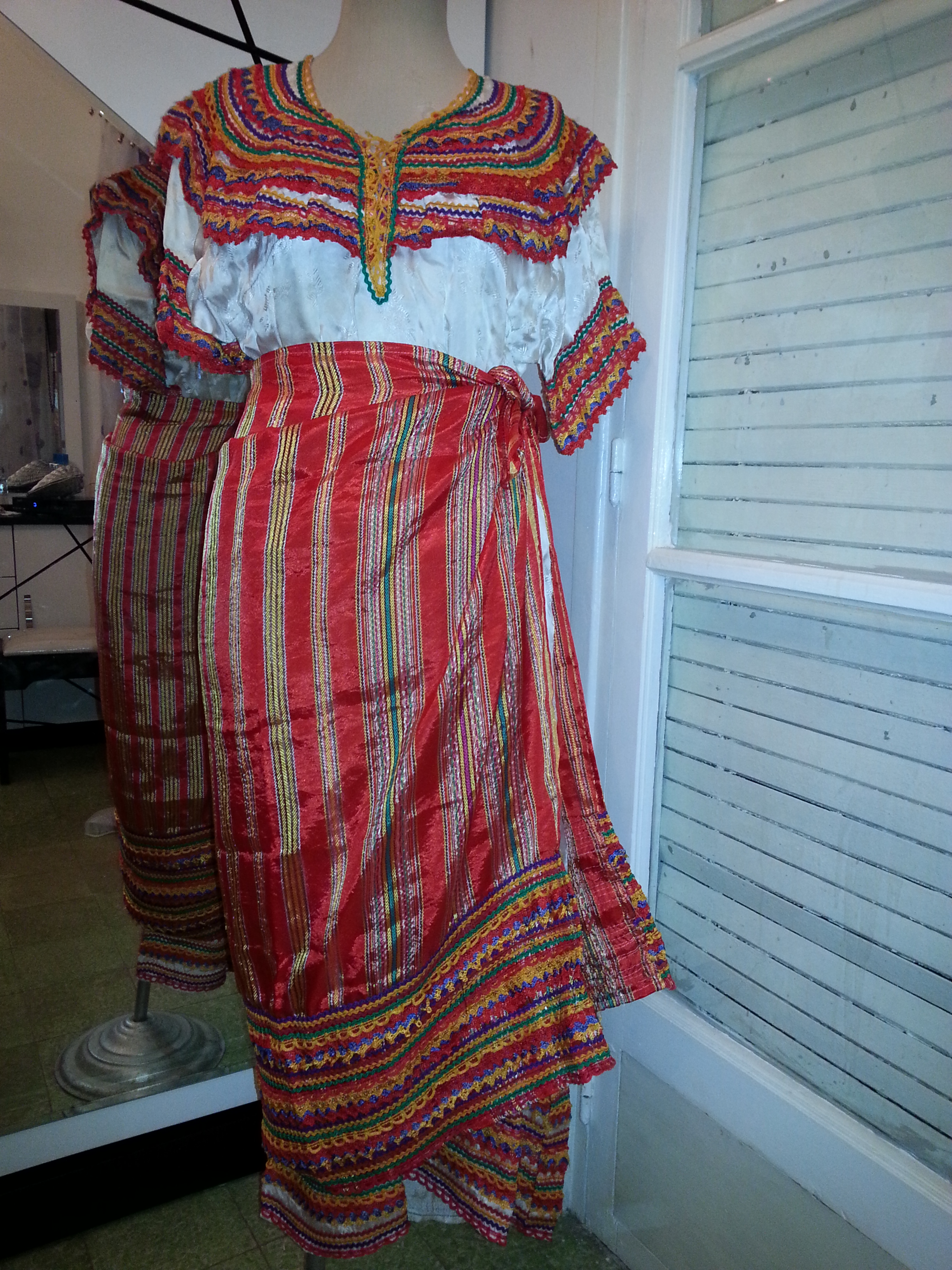
Frauengewand aus der Kabylei

Die Liste enthält eine alphabetische Übersicht bedeutender, in der heutigen Kabylei geborener Persönlichkeiten. Ob die Personen ihren späteren Wirkungskreis in der Kabylei hatten oder nicht, ist dabei unerheblich. Einige sind nach ihrer Geburt weggezogen und andernorts bekannt geworden. Die Liste erhebt keinen Anspruch auf Vollständigkeit.

### Persönlichkeiten des algerischen Widerstands
- Colonel Amirouche (Vater von Nordine Ait Hamouda)
- Krim Belkacem
- Belkacem Radjef
- Abane Ramdane (1920–1957)
- Lalla Fatma N'Soumer (1830–1863)
- Lounès Matoub (1956–1998)

### In der Politik tätige Persönlichkeiten
- Hocine Aït Ahmed (1926–2015)
- Nordine Ait Hamouda
- Belkacem Lounes (* 1955), langjähriger Präsident des Weltverbands der Berber (Congres Mondial Amazigh CMA)
- Ferhat Mehenni (* 1951)
- Ahmed Ouyahia (* 1952), Premierminister
- Saïd Sadi
- Khalida Toumi (* 1958)

### Sportler
- Karim Benzema (* 1987), französischer Fußballspieler; in Lyon als Nachfahre kabylischer Auswanderer geboren
- Rabah Madjer (* 1958), Fußballspieler
- Noureddine Morceli (* 1970), Leichtathlet, Weltrekordler
- Zinédine Zidane (* 1972), französischer Fußballstar; in Marseille als Nachfahre kabylischer Auswanderer geboren

### Schriftsteller
- Tahar Djaout (1954–1993), Journalist, Dichter und Prosa-Autor
- Mouloud Feraoun (1913–1962)
- Mouloud Mammeri (1917–1989), Schriftsteller, Anthropologe und Sprachwissenschaftler
- Makilam
- Boualem Sansal (* 1949)
- Kateb Yacine (1929–1989)